# Marrickville
Marrickville (Marrickville Council) - jeden z 38 samorządów lokalnych wchodzących w skład aglomeracji Sydney, największego zespołu miejskiego Australii. Leży na południe od ścisłego centrum Sydney i jest zamieszkiwany przez 71 813 osób (2006). Powierzchnia wynosi 17 km².
Lokalną władzę ustawodawczą stanowi rada składająca się z dwunastu członków, wybieranych z zastosowaniem ordynacji proporcjonalnej w czterech trójmandatowych okręgach wyborczych. Radni wyłaniają spośród siebie burmistrza i jego zastępcę, którzy kierują egzekutywą.

## Geograficzny podział Marrickville
- Camperdown[2]
- Dulwich Hill
- Enmore
- Lewisham
- Marrickville
- Marrickville South
- Newtown[2]
- Petersham
- St Peters
- Stanmore
- Sydenham
- Tempe

## Galeria

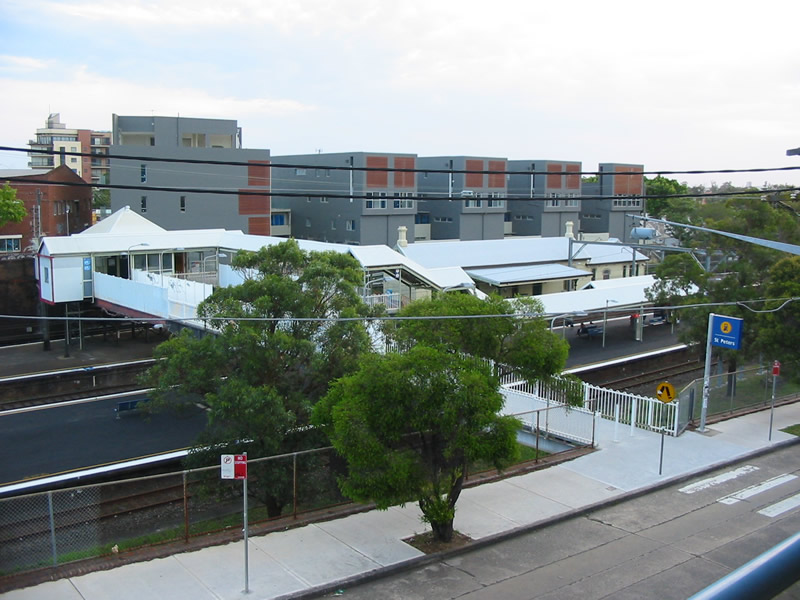
Stacja kolejowa St. Peters
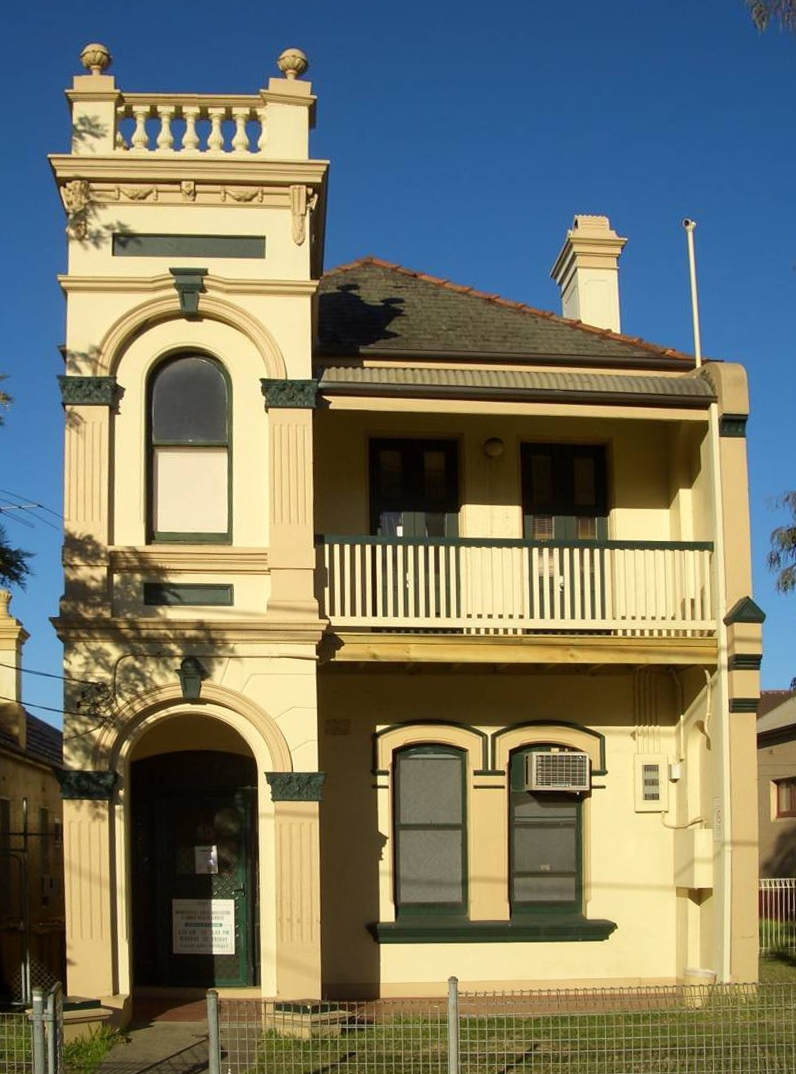
Dom w dzielnicy Marrickville
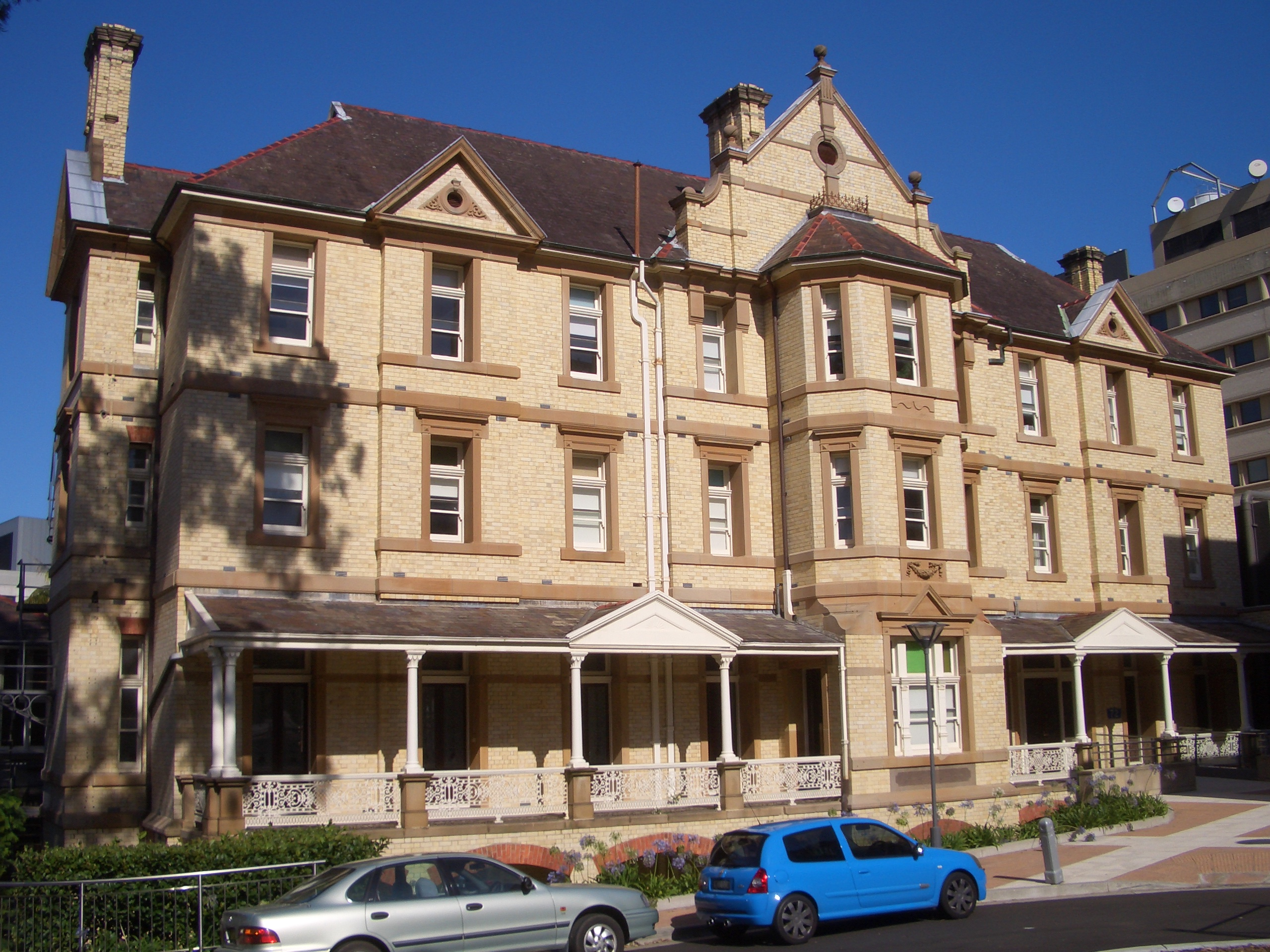
Szpital Księcia Alfreda